# Deceit (album)
Pour les articles homonymes, voir Deceit.
Albums de This Heat
Health And Efficiency
(1979)
Deceit est le second et dernier album de This Heat, sorti en 1981. Il est considéré comme un classique du post-punk et un des meilleurs albums des années 1980 par Pitchfork. Le magazine Trouser Press le qualifia à l'époque "d'austère, brillant et indescriptible".

## Histoire
Après un premier album, très orienté vers l'ambient, This Heat choisit de continuer sa lancée dans un registre plus post-punk et expérimental. L'album est enregistrée en quelques mois, et sort fin 1981. Les morceaux qui le composent sont très hétéroclites et très difficile d'accès. En effet, on y retrouve des influences du krautrock (Paper Hats, Triumph), du post-punk (Makeshift Swahili, A New Kind of Water), de la new wave (S.P.Q.R.), de la world music (Sleep, Shrink Wrap, Independence) ou encore de la musique bruitiste (Radio Prague, Hi Baku Sho), mélangées dans un esprit très expérimental.
Les textes de l'album sont très violents, et s'attaquent en particulier à la politique des états occidentaux à propos de la guerre du Viêt Nam, du nucléaire, des problèmes liés à la décolonisation. La pochette de l'album, très connue, représente d'ailleurs un masque fait avec un drapeau américain ensanglanté. Le booklet est quant à lui fait à partir d'un photomontage de champignon nucléaire, de cartes d'armes nucléaires, ainsi que de photographies de Ronald Reagan, Léonid Brejnev, et Nikita Khrouchtchev.
L'album, bien que s'étant peu vendu à l'époque, a fait rapidement l'objet de critiques élogieuses, le considérant comme un chef-d'œuvre, et le faisant accéder au statut d'album culte. Durant les années 1990, le CD n'étant plus produit, Deceit est devenu une rareté, participant encore une fois au caractère "mythique" de l'album. Cependant, une version remasterisée est sortie en 2006, sous le label This is!.

## Titres de l'album
1. Sleep – 2:13
2. Paper Hats – 5:57
3. Triumph – 2:55
4. S.P.Q.R. – 3:26
5. Cenotaph – 4:35
6. Shrink Wrap – 1:40
7. Radio Prague – 2:21
8. Makeshift Swahili – 4:04
9. Independence – 3:39
10. A New Kind of Water – 4:57
11. Hi Baku Sho (Suffer Bomb Disease) – 4:03

## Musiciens et personnel
- Charles Bullen (chant, guitare, clarinette, batterie, enregistrement)
- Charles Hayward (chant, batterie, claviers, guitare, basse, enregistrement)
- Gareth Williams (chant, basse, claviers, enregistrement, pochette)
- Martin Frederick (enregistrement studio
- Peter Bullen (enregistrement studio, effets)
- Phil Clarke (organisation)